# Jan Derksen (Radsportler)

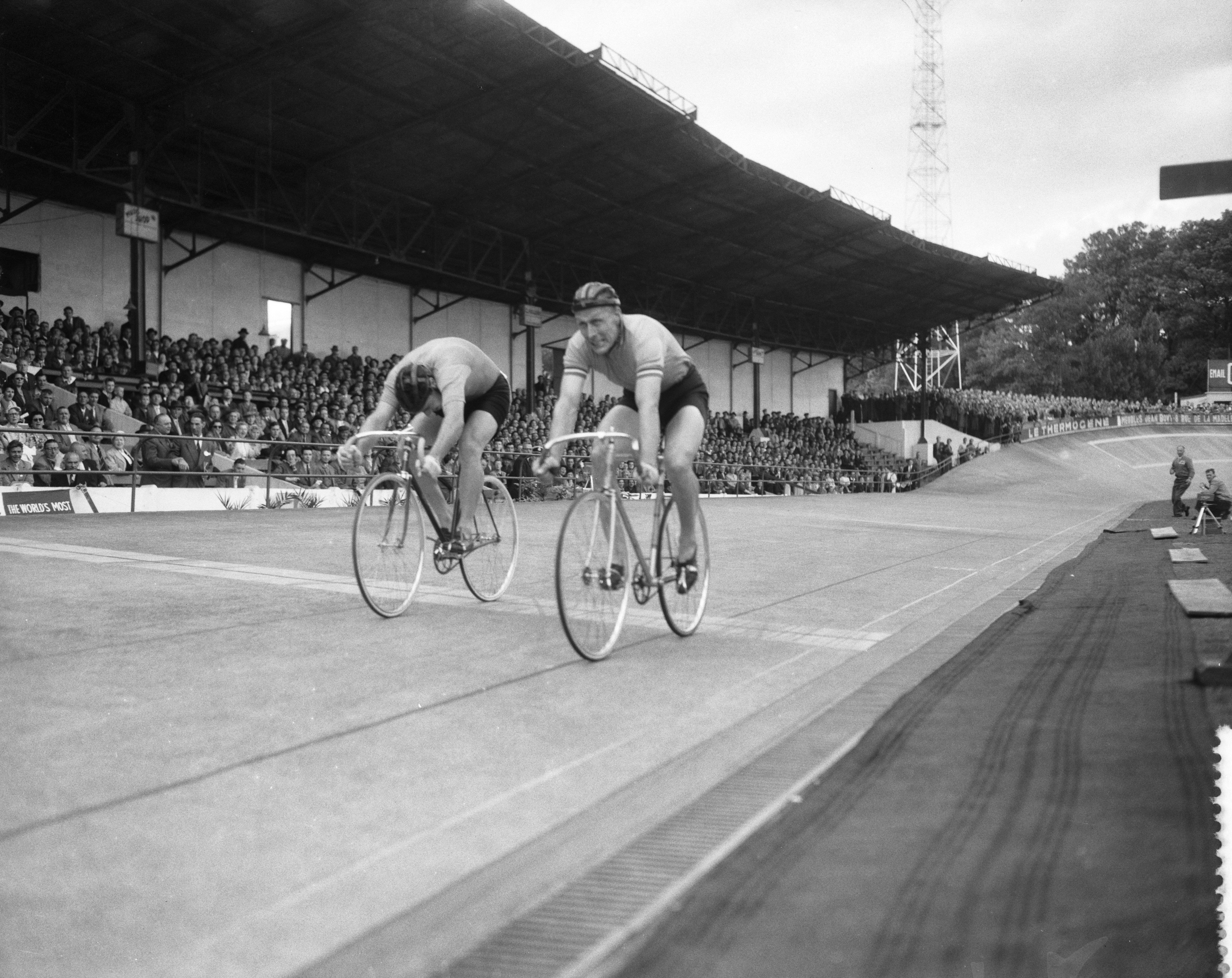
Derksen schlägt Antonio Maspes bei der WM 1957

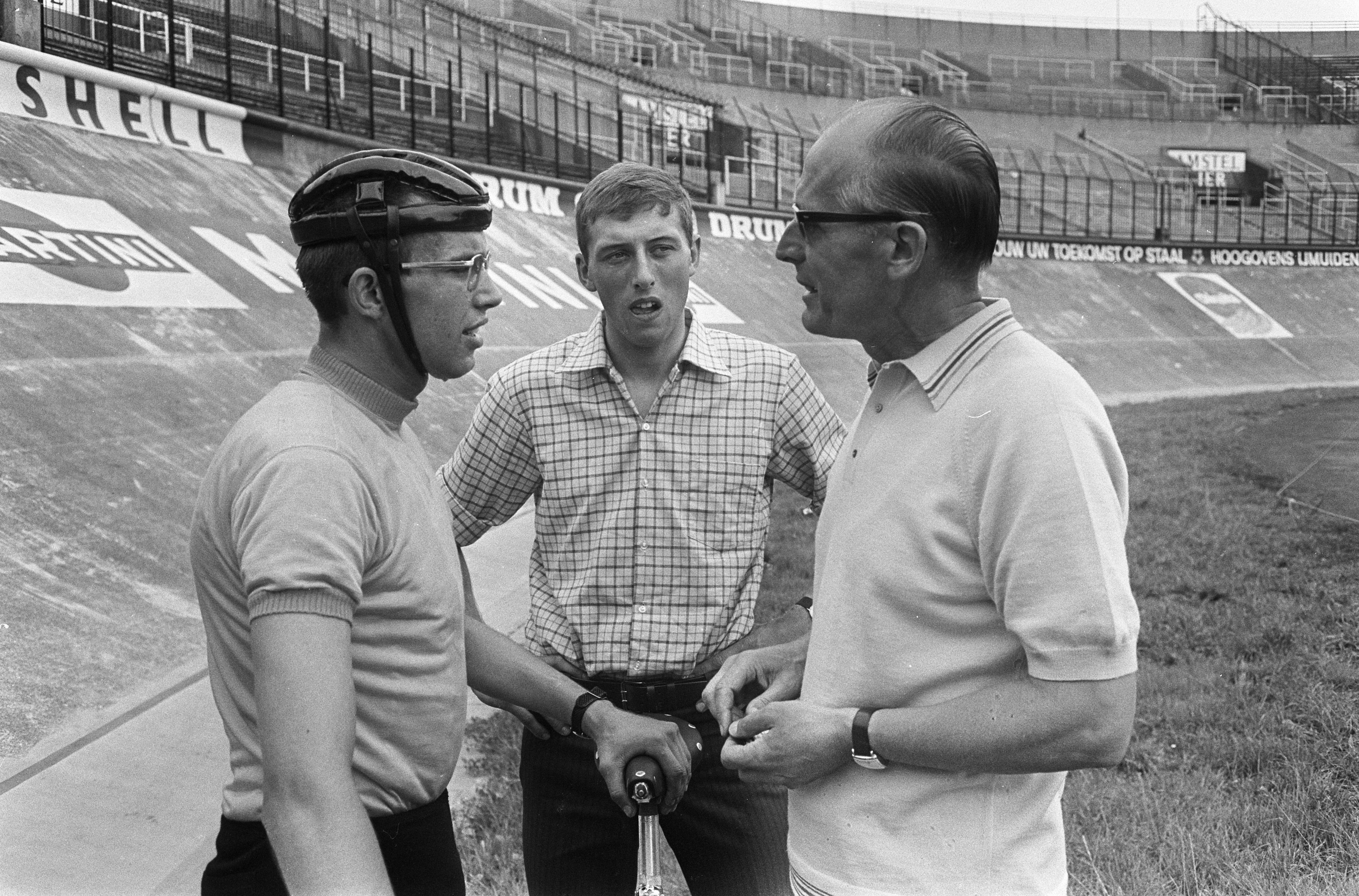
Derksen (r.) als Trainer im Gespräch mit Gert Bongers
und Piet de Wit (1967)

Johannes Wilhelmus „Jan“ Derksen (* 23. Januar 1919 in Geertruidenberg; † 22. Mai 2011 in Amsterdam) war ein niederländischer Bahnradsportler und Radsportmanager.

## Sportliche Laufbahn
Schon im Alter von 16 Jahren gewann Derksen als Neuling 15 Siegerschleifen, 1936 bereits 32 und 1937 44. Jan Derksen gehörte kurz vor und nach dem Zweiten Weltkrieg zur Elite der Bahnsprinter. 1939 wurde er Amateurweltmeister und 1946 sowie 1957 Weltmeister bei den Profis. Zweimal, 1950 und 1958, gewann Derksen den Sprint-Klassiker Grand Prix de Paris. Von den zu seiner Zeit populären Grand Prix Wettbewerben gewann er fast alle großen Turniere mindestens einmal, u. a. die von Aarhus, Kopenhagen, Odense, Berlin, Dortmund, Antwerpen, Amsterdam, Brüssel, Gent und Zürich. Den Grand Prix Amsterdam gewann er 1938, 1953, 1954, 1959 und 1960. Fünfmal gewann er den Großen Preis von Berlin. Legendär ist sein Stehversuch gemeinsam mit dem Italiener Antonio Maspes auf der Mailänder Vigorelli-Bahn während der Bahn-Radweltmeisterschaften 1955, der 32 Minuten und 20 Sekunden dauerte und schließlich von den Schiedsrichtern abgebrochen wurde.
Derksen war von 1940 bis 1963 als Profiradsportler aktiv; sein letztes Rennen fuhr er 44-jährig im August 1963 im Olympiastadion von Amsterdam.

## Trainer
Er folgte Arie van Vliet als National-Bahntrainer der Niederlande. Anschließend war er als Manager und Trainer tätig. Er betreute unter anderem Tiemen Groen und Leijn Loevesijn.

## Ehrungen
Zur Ehrung von Derksen, der selbst 28 große Preise gewann, wurde im Rahmen des Amsterdamer Sechstagerennens der Grand Prix Jan Derksen für Sprinter ausgerichtet.
Jan Derksen starb nach langer Krankheit im Alter von 92 Jahren.

## Erfolge
1938
- Amateurweltmeisterschaft – Sprint

1939
- Amateurweltmeister – Sprint
- Grand Prix de Paris (Amateure)

1943
- Niederländischer Meister – Sprint

1946
- Weltmeister – Sprint

1949
- Weltmeisterschaft – Sprint
- Niederländischer Meister – Sprint

1950
- Weltmeisterschaft – Sprint
- Grand Prix de Paris (Amateure)

1952
- Weltmeisterschaft – Sprint
- Niederländischer Meister – Sprint

1953
- Niederländischer Meister – Sprint

1954
- Niederländischer Meister – Sprint

1955
- Niederländischer Meister – Sprint

1957
- Weltmeister – Sprint
- Niederländischer Meister – Sprint

1958
- Grand Prix de Paris
- Niederländischer Meister – Sprint

1959
- Weltmeisterschaft – Sprint
- Niederländischer Meister – Sprint

1960
- Niederländischer Meister – Sprint

1961
- Niederländischer Meister – Sprint

1962
- Niederländischer Meister – Sprint

1963
- Niederländischer Meister – Sprint

## Schriften
- Met Banddikte. Mit einem Vorwort von Toon Hermans. Avanti, Den Haag 1961.